# Joost van der Westhuizen
Joost van der Westhuizen (Pretoria, 20 de febrero de 1971-Johannesburgo, 6 de febrero de 2017) fue un jugador sudafricano de rugby que se desempeñaba como medio scrum. Destacaba por su altura, inusual para su posición, por una gran visión de juego, rapidez de manos y por su gusto de atacar por el ciego en los rucks. Fue considerado uno de los mejores en su puesto de toda la historia, y se le nombró miembro del Salón de la Fama del Rugby en 2007.
Van der Westhuizen fue integrante de los Springbooks de 1993 a 2003. Integró el seleccionado afrikáner que disputó el mundial de Sudáfrica 1995, la primera participación mundialista de Sudáfrica luego de la suspensión deportiva por la política del apartheid, siendo campeón del mundo con ese conjunto apoyado por Nelson Mandela y que significó la unión nacional de la nueva Sudáfrica.

## Biografía
Van der Westhuizen nació en Pretoria (Sudáfrica). Estudió en la Universidad de Pretoria donde se recibió de licenciado en economía.
En 2011 fue diagnosticado de esclerosis lateral amiotrófica y le pronosticaron de 2 a 5 años de vida.

## Participaciones en Copas del Mundo

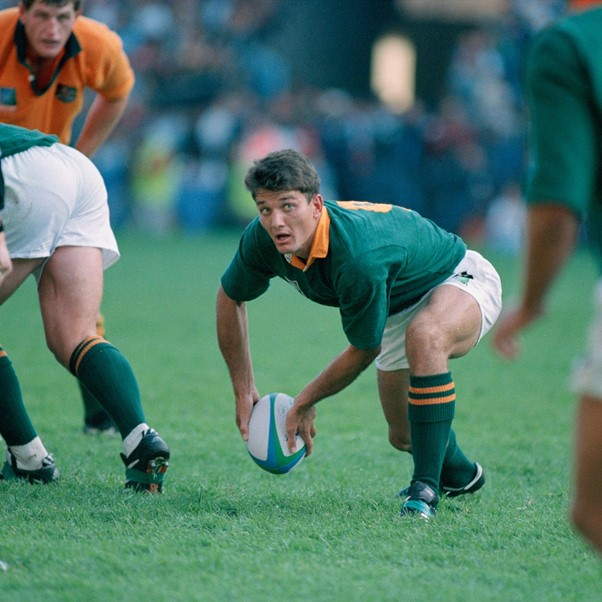
Van der Westhuizen en el mundial de 1995 jugando contra Australia

La Copa Mundial de Rugby de 1995, era el debut de la selección de Sudáfrica en una Copa del Mundo, después de impedírsele la participación en las dos primeras ediciones por el apartheid. El país se encontraba en transición, tras el derrumbe del apartheid y la llegada de Nelson Mandela a la presidencia del país en mayo de 1994. Mandela dio todo su apoyo a los Springboks, que en aquel momento solo contaban con un jugador de raza negra, Chester Williams y los Springboks fueron vistos como representantes de toda Sudáfrica, despertando un fuerte nacionalismo en los sudafricanos, a medida que el equipo avanzaba en el torneo.
Los Springboks inauguraron el mundial frente a los campeones vigentes, los Wallabies, ganando 27-18. Le seguirían victorias frente a Rumania y Canadá para ganar el grupo. En cuartos de final enfrentarían a Samoa ganando cómodamente y derrotando a Les Blues 19-15 en semifinales. Finalmente jugaron la final contra los All Blacks, quiénes eran claros favoritos por el tremendo desempeño en el torneo y con jugadores como el apertura Andrew Mehrtens y principalmente Jonah Lomu en sus filas. La final se disputó en el estadio Ellis Park de Johannesburgo, es recordada por el acercamiento de los Springboks durante el Haka y por ser la primera vez en un mundial, que se jugó un tiempo extra. En un partido muy parejo que finalizó en un empate a 12 y de mucha tensión, los tres puntos del drop de Joel Stransky dieron la victoria sudafricana en tiempo suplementario, 15-12.
| Mundial                       | Sede      | Resultado        | PJ | Tries |
| ----------------------------- | --------- | ---------------- | -- | ----- |
| Copa Mundial de Rugby de 1995 | Sudáfrica | Campeón          | 6  | 0     |
| Copa Mundial de Rugby de 1999 | Gales     | Tercer puesto    | 6  | 3     |
| Copa Mundial de Rugby de 2003 | Australia | Cuartos de final | 4  | 3     |